# Chèvremont
Chèvremont é uma comuna francesa na região administrativa de Borgonha-Franco-Condado, no departamento do Território de Belfort. Estende-se por uma área de km², com 1220 habitantes, segundo os censos de 1999.

## Demografia
| 1962 | 1968 | 1975 | 1982 | 1990 | 1999 | - | - | - |
| --- | ---- | ---- | ---- | ---- | ---- | - | - | - |
| 526 | 634  | 742  | 905  | 1040 | 1220 | - | - | - |
| Para os censos de 1962 a 2006 a população legal corresponde à popolução sem duplicidades, segundo define o INSEE. |      |      |      |      |      |   |   |   |